# Ariadne celebensis
Ariadne celebensis är en fjärilsart som beskrevs av Holland 1891. Ariadne celebensis ingår i släktet Ariadne och familjen praktfjärilar. Inga underarter finns listade i Catalogue of Life.